# Мільков Федір Миколайович
Федір Миколайович Мільков (17 лютого 1918, с. Доровая, Вологодська губернія — 15 жовтня 1996, Воронеж) — російський фізико-географ, ландшафтознавець. Доктор географічних наук (1949), професор (1949). Заслужений діяч науки РРФСР (1970). Почесний член Географічного товариства СРСР (РГТ). Засновник воронезької наукової школи ландшафтознавства.

## Біографія
Народився в багатодітній селянській родині. 1934 вступив на географічний факультет Московського обласного педагогічного інституту, після закінчення якого навчався в аспірантурі НДІ географії Московського державного університету. У 1938—1941 роках працював учителем середньої школи.
1941 року захистив кандидатську дисертацію і почав працювати в Чкаловському педагогічному інституті (з 1938 до 1957 місто Оренбург носив ім'я Чкалова). Тут Мільков написав свою першу монографію про Оренбурзькі степи. У 1946–1950 завідував кафедрою географії педінституту. У 1949 — 1950 одночасно був деканом географічного факультету.
У 1945–1948 навчався в докторантурі Інституту географії Академії наук СРСР. В 1949 у віці 30 років захистив докторську дисертацію, ставши наймолодшим у СРСР доктором географічних наук і професором.
З 1950 до 1988 — завідувач кафедри фізичної географії Воронезького державного університету, з 1988 — професор-консультант.
З 1985 — почесний член Російського географічного товариства

## Наукові досягнення
Широке визнання Федір Миколайович Мільков здобув завдяки роботам з теорії, методології та практики ландшафтознавства, розробки методів дослідження ландшафтів. Мільков став одним із засновників антропогенного ландшафтознавства, розробив вчення про ландшафтну оболонку Землі, зробив великий внесок у ландшафтне та фізико-географічне районування та картографування, запропонував систему парагенетичних ландшафтних комплексів, організував повномасштабні дослідження ландшафтів Центрального Чорнозем'я тощо.
Також відомий як популяризатор науки і педагог. Під керівництвом Мількова захищено 21 кандидатську і 6 докторських дисертацій.
Автор понад 600 наукових робіт, серед них близько 60 монографій, словників, університетських підручників, навчальних посібників, науково-популярних книг. Був ініціатором перевидання видатних географічних творів своїх попередників, які досліджували Оренбурзький край в минулому: Петра Ричкова, Едуарда Еверсмана, Сергія Неуструєва.

## Нагороди та премії
- Премія і золота медаль імені П. П. Семенова-Тянь-Шанського Географічного товариства СРСР за монографії «Природні зони СРСР» і «Ландшафтна географія і питання практики» (1970).
- Велика пам'ятна медаль Всеросійського товариства охорони природи.
- Звання «Заслужений діяч науки Російської Федерації».

## Основні монографії
- Мильков Ф. Н. Чкаловские степи. — Чкалов: Чкаловское книжное изд-во, 1947. — 92 с.
- Мильков Ф. Н. Лесостепь Русской равнины: Опыт ландшафтной характеристики. - Москва: Изд-во АН СССР, 1950. - 296 с.
- Мильков Ф. Н. Ландшафтные провинции и районы Чкаловской области. — Чкалов, 1951.
- Мильков Ф. Н. Воздействие рельефа на растительность и животный мир. (Биогеоморфологические очерки). — М.: Географгиз, 1953. — 164 с.
- Мильков Ф. Н. Физико-географический район и его содержание. — М., 1956.
- Мильков Ф. Н. Основные проблемы физической географии. — М., 1959.
- Мильков Ф. Н. Словарь-справочник по физической географии. - Москва: Географгиз, 1960. - 272 с.
- Мильков Ф. Н. Средняя полоса Европейской части СССР: Очерк природы. — М.: Географгиз, 1961. — 216 с.
- Мильков Ф. Н. Ландшафтная география и вопросы практики. — М.: Мысль, 1966. — 256 с.
- Мильков Ф. Н. Основные проблемы физической географии. — Воронеж: Изд-во Воронеж. ун-та, 1967. — 172 с.
- Мильков Ф. Н. Ландшафтная сфера Земли. — М.: Мысль, 1970. — 208 с.
- Мильков Ф. Н. Словарь-справочник по физической географии. - 2-е изд., доп. - М.: Мысль, 1970. - 344 с.
- Мильков Ф. Н., Дроздов К. А., Федотов В. И. Галичья гора: Опыт ландшафтно-типологической характеристики. — Воронеж: Изд-во Воронежского ун-та, 1970. — 93 с.
- Мильков Ф. Н. Человек и ландшафты: очерки антропогенного ландшафтоведения. — М.: Мысль, 1973. — 224 с.
- Мильков Ф. Н. Природные зоны СССР. — М.: Мысль, 1977. (изд. 2-е, доп. и перераб.; 1-е изд. — 1964).
- Мильков Ф. Н. Рукотворные ландшафты. — М.: Мысль, 1978 — 86 с.
- Мильков Ф. Н. Физическая география: современное состояние, закономерности, проблемы. — Воронеж: Изд-во Воронеж. ун-та, 1981. — 400 с.
- Мильков Ф. Н. Вузовская физическая география: периоды её развития и характерные черты как фундаментальной науки. — Воронеж: Изд-во Воронеж. ун-та, 1984. — 304 с.: 12 л. ил.
- Мильков Ф. Н. Физическая география: учение о ландшафте и географическая зональность. — Воронеж: Изд-во Воронеж. ун-та, 1986. — 224 с.
- Мильков Ф. Н. Общее землеведение. — М.: Высшая школа, 1990. — 336 с.
- Мильков Ф. Н., Бережной А. В., Михно В. Б. Терминологический словарь по физической географии / Под ред. Ф. Н. Милькова. — М.: Высшая школа, 1993. — 288 с. — ISBN 5-06-002569-1.